# Florian Hartherz
Florian Hartherz (* 29. Mai 1993 in Offenbach am Main) ist ein deutscher Fußballspieler. Er steht seit dem Sommer 2023 bei Miedź Legnica in Polen unter Vertrag.

## Karriere

### Verein
Hartherz erlernte das Fußballspielen beim TV Hausen 1873. Von 2002 bis 2005 spielte er jeweils ein Jahr bei Kickers Offenbach, der SpVgg Dietesheim und der SG Rosenhöhe Offenbach. Die nächsten vier Jahre spielte er bei Eintracht Frankfurt. 2009 wechselte er zum VfL Wolfsburg, bei dem er 2011 in die Reservemannschaft des Vereins aufrückte. Er wechselte einen Monat nach seiner Aufnahme in die Mannschaft zu Werder Bremen. Hier wurde er in den Profi- und in den Amateurkader aufgenommen. In der Hinrunde der Saison wurde er nur im Amateurkader in der 3. Liga eingesetzt. Am 28. Januar 2012 (19. Spieltag) debütierte er in der Startelf der Bundesligamannschaft beim 1:1-Unentschieden im Heimspiel gegen Bayer 04 Leverkusen.
Am 2. September 2013 wechselte Hartherz zum zu diesem Zeitpunkt in der 2. Bundesliga spielenden SC Paderborn 07, mit dem er am Ende der Saison als Zweitplatzierter in die Bundesliga aufstieg. Es folgten der direkte Wiederabstieg ein Jahr später sowie der Abstieg in die 3. Liga in der folgenden Saison 2015/16. Hartherz wechselte daraufhin zu Arminia Bielefeld. Am 4. August 2020 ging Hartherz ablösefrei zu Fortuna Düsseldorf und unterschrieb dort einen Vertrag bis Sommer 2022. Nach Ablauf diesem wechselte er dann weiter zum israelischen Erstligisten Maccabi Netanja.

### Nationalmannschaft
Von 2009 bis 2013 absolvierte der Außenverteidiger insgesamt 25 Länderspiele für diverse deutsche Jugendnationalmannschaften.

## Erfolge
- Aufstieg in die Bundesliga: 2020 (mit Arminia Bielefeld)
- Aufstieg in die Bundesliga: 2014 (mit dem SC Paderborn 07)
- Deutscher A-Jugend Meister: 2011 (mit dem VfL Wolfsburg)